# Rue Lacroix
La rue Lacroix est une voie située dans le quartier des Épinettes du 17e arrondissement de Paris.

## Origine du nom
La voie doit son nom à celui d'un propriétaire local.

## Historique
La voie est formée sous sa dénomination actuelle en 1879, par M. Lacroix, propriétaire.

## Bâtiments remarquables et lieux de mémoire
Le no 28, où résida et où est mort en 1926 le peintre caricaturiste Adolphe Léon Willette, abrite le siège de la Fédération française de sauvetage et de secourisme.